# Sergej Kolotovkin
Sergej Viktorovič Kolotovkin (in russo Сергей Викторович Колотовкин?; Magnitogorsk, 28 settembre 1965) è un ex calciatore e allenatore di calcio sovietico e russo, di ruolo difensore.

## Statistiche

### Cronologia presenze e reti in Nazionale
| Cronologia completa delle presenze e delle reti in nazionale ― Russia | Cronologia completa delle presenze e delle reti in nazionale ― Russia | Cronologia completa delle presenze e delle reti in nazionale ― Russia | Cronologia completa delle presenze e delle reti in nazionale ― Russia | Cronologia completa delle presenze e delle reti in nazionale ― Russia | Cronologia completa delle presenze e delle reti in nazionale ― Russia | Cronologia completa delle presenze e delle reti in nazionale ― Russia | Cronologia completa delle presenze e delle reti in nazionale ― Russia |
| Data                                                                  | Città                                                                 | In casa                                                               | Risultato                                                             | Ospiti                                                                | Competizione                                                          | Reti                                                                  | Note                                                                  |
| --------------------------------------------------------------------- | --------------------------------------------------------------------- | --------------------------------------------------------------------- | --------------------------------------------------------------------- | --------------------------------------------------------------------- | --------------------------------------------------------------------- | --------------------------------------------------------------------- | --------------------------------------------------------------------- |
| 16-8-1992                                                             | Mosca                                                                 | Russia                                                                | 2 – 0                                                                 | Messico                                                               | Amichevole                                                            | -                                                                     | 85’                                                                   |
| 14-10-1992                                                            | Mosca                                                                 | Russia                                                                | 1 – 0                                                                 | Islanda                                                               | Qual. Mondiali 1994                                                   | -                                                                     |                                                                       |
| Totale                                                                |                                                                       | Presenze                                                              | 2                                                                     |                                                                       | Reti                                                                  | 0                                                                     |                                                                       |

## Palmarès

### Club

#### Competizioni nazionali
- Campionato sovietico: 1

CSKA Mosca: 1991
- Coppa dell'Unione Sovietica: 1

CKSA Mosca: 1990-1991
- Pervaja Liga: 1

CSKA Mosca: 1989